# Burgerhout

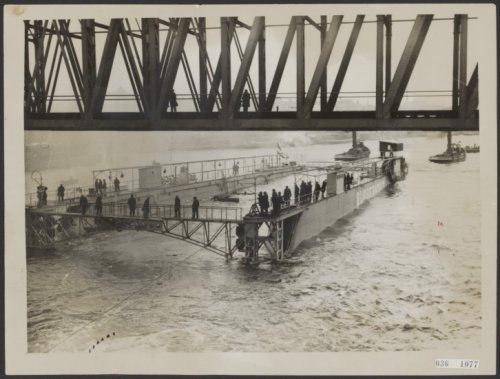
Droogdok voor de marine in Soerabaja van Burgerhout's Machinefabriek en Scheepswerf (waar het werd gebouwd) naar de Waalhaven gesleept, om voor de reis naar Nederlands-Indië te worden klaargemaakt (1928)

Onder de naam Burgerhout was van 1852 tot 1932 een Nederlandse smederij en werktuigfabriek, vanaf 1910 een machinefabriek en scheepswerf actief in Rotterdam. Ondanks enkele naamsveranderingen stond het bedrijf in de volksmond bekend als ‘Burgerhout’.

## Oorsprong
In 1852 nam Hendrik Adolph Burgerhout [1] (1825-1913) de bestaande grofsmederij aan de Zwanensteeg in Rotterdam onder de naam Erven Steigerwaldt over van S. Bouwmeester om deze onder zijn eigen naam H.A. Burgerhout voort te zetten. In 1865 ging hij een partnerschap aan met smid Arie Kraak waarbij het bedrijf als Burgerhout en Kraak werd voortgezet. Zij startten met een grofsmederij annex ketelmakerij en werktuigfabriek aan de Zalmhaven. In 1876 verliet A. Kraak het bedrijf, in 1878 trad de oudste zoon Jan Burgerhout (1852-1900) toe als partner en werd de naam gewijzigd in Burgerhout en Zoon.
In 1885 kwam de tweede zoon Hendrik Adolph Burgerhout [2] (1861-1911) in het bedrijf, een jaar eerder afgestudeerd als werktuigkundig ingenieur aan de Eidgenössische Technische Hochschule in Zürich. Vanaf dat moment richtte men zich steeds meer op de reparatie van schepen. De onderneming bleef een familiebedrijf met vanaf circa 1910 Hendrik Adolph en Hugo Victor Benjamin Burgerhout (1888-1967) aan het roer, het bedrijf bleef gevestigd aan de Zalmhaven. De producten bestonden uit scheepsmachinerieën, stoomketels en stoommachines.

## Machinefabriek en scheepswerf
In 1910 vond een forse schaalvergroting plaats. Het bedrijf werd omgevormd tot een scheepswerf en machinefabriek, gevestigd op een nieuw aangekocht terrein in Varkensoord in Rotterdam-Zuid, gelegen aan de Nieuwe Maas naast NV Machinefabriek en Scheepswerf van P. Smit Jr. Tegelijk werd het bedrijf omgezet in een naamloze vennootschap onder de naam Burgerhout's Machinefabriek en Scheepswerf NV. In 1911 volgde Hendrik Adolph Burgerhout [3] (1886-1932), eveneens opgeleid als ingenieur aan de Eidgenössische Polytechnische Hochschule in Zürich, zijn vader op als mededirecteur van het bedrijf.
De werf beschikte over twee langshellingen, een dwarshelling, een constructiehal, een bouwloods en een afbouwloods. In 1919 werd het terrein weer vergroot en kregen een machinehal, scheepsbouwloods en gieterij een onderkomen. De scheepswerf bouwde naast allerlei typen schepen voor zowel de koopvaardij als de binnenvaart ook baggermateriaal en veel materieel voor de Marine.Tussen 1925 en 1931 werden bijvoorbeeld vijf torpedobootjagers van de Admiralenklasse voor de Koninklijke Marine gebouwd. Een specialiteit werden droogdokken zoals een 8500 ton groot dok voor Tanjung Priok (onderdistrict) (1923), een droogdok van 4500 ton voor de haven van Valparaíso (stad) en een van 3000 ton voor Surabaya (Oost-Java). Andere grote constructiewerken betroffen sluisdeuren (o.a. die van de nieuwe sluis te IJmuiden, 1925). De machinefabriek en ketelmakerij gingen door met de bouw van stoommachines en stoomketels, maar men bouwde vanaf 1924 ook dieselmotoren in licentie van Nobel, waarmee het bedrijf succesvol was.

## Vliegtuigbouw
Twee keer was Hendrik Adolph Burgerhout [3] betrokken bij de vliegtuigbouw. In 1922 gaf hij in een deel van de machinefabriek van zijn bedrijf onderdak aan de zojuist opgerichte NV Nationale Vliegtuig Industrie (NVI). Op 5 december 1922 werd dit gedeelte echter door brand getroffen, waarna de NVI naar Den Haag verhuisde. In 1927 richtte Burgerhout de vliegtuigfabriek Maatschappij voor Vliegtuigbouw Aviolanda NV in Papendrecht op, in eerste instantie voor de bouw van achttien Dornier Wal-vliegboten voor het Departement van Koloniën, waarvan hij het contract met de NVI had overgenomen.

## Einde
Aan het eind van de jaren twintig ging het als gevolg van de recessie steeds slechter met het bedrijf. Uiteindelijk besloot de directie in 1931 het bedrijf te sluiten. Na voltooiing van de laatste opdrachten werden in januari 1932 de resterende 120 werknemers ontslagen en het werfterrein gesloten en onder bewaking gesteld. De vennootschap bleef bestaan, aanvankelijk nog in de hoop op verbetering van de economische situatie, maar na enkele jaren met het doel de bezittingen zo veel mogelijk te gelde te maken om de NV daarna te kunnen liquideren.
In 1937 wist de vennootschap een eerste deel van het terrein voor 390.000 gulden te verkopen aan de voormalige concurrent en buurman NV Machinefabriek en Scheepswerf van P. Smit Jr. In 1938 nam deze ook de rest van het terrein (directiekantoor, ketelmakerij en een stuk grond) over. Daarna werd de vennootschap geliquideerd.